# Месец борбе против болести зависности
Месец борбе против болести зависности је новембар.

## Значај
Месец новембар је према Међународном и Националном календару здравља посвећен борби против болести зависности у циљу подизања свести становништва о штетним ефектима дрога са тенденцијом укључивања целокупног друштва у активности на сузбијању њиховог коришћења. Сваке године у свету око двеста десет милиона људи користи дроге, а око двеста хиљада годишње умире. Поред последица по здравље корисника психоактивних супстанци, ове болести доводе и до бројних социјалних проблема, као и до економских губитака, ширења илегалних токова новца и друго.